# The Medicine Man (film, 1930)
Pour plus de détails, voir Fiche technique et Distribution.
The Medicine Man est un film américain réalisé par Scott Pembroke, sorti en 1930.

## Synopsis
Mamie Goltz est forcée de travailler pour son père tyrannique dans son magasin. Elle tombe amoureuse du Docteur John Harvey, un guérisseur itinérant, alors que son père a prévu de la marier à Peter, un jeune veuf. Quand Harvey invite Mamie à une démonstration de ses cosmétiques, son père donne une raclée à la jeune femme. Malgré la punition, Mamie échappe à son père pour rejoindre Harvey, qui réalise qu'elle l'aime. Harvey est obligé de quitter la ville lorsque ses assistants gagnent une partie de poker, mais il réussit à épouser Mamie avant que Goltz puisse obtenir une licence de mariage pour Peter. Gus, un employé, tente de dissuader Goltz de les poursuivre et Goltz est tué dans la lutte qui s'ensuit.

## Fiche technique
- Titre original : The Medicine Man
- Réalisation : Scott Pembroke
- Scénario : Ladye Horton, d'après la pièce éponyme d'Elliott Lester
- Photographie : Max Dupont, Arthur Reeves
- Son : Dean Daily
- Montage : Byron Robinson
- Société de production : Tiffany Productions
- Société de distribution : Tiffany Productions
- Pays d'origine :  États-Unis
- Langue originale : anglais
- Format : Noir et blanc  — 35 mm — 1,20:1 — son mono
- Genre : Comédie dramatique
- Durée : 66 minutes
- Dates de sortie : États-Unis : 15 juin 1930
- Licence : Domaine public

## Distribution
- Jack Benny : John Harvey
- Betty Bronson : Mamie Goltz
- Georgie Stone : Steve
- Tom Dugan : Charley
- E. Alyn Warren : Goltz
- Eva Novak : Hulda